# Welterbe in Argentinien

Zum Welterbe in Argentinien gehören (Stand 2023) zwölf UNESCO-Welterbestätten, darunter sieben Stätten des Weltkulturerbes und fünf Stätten des Weltnaturerbes. Argentinien ist der Welterbekonvention 1978 beigetreten, die erste Welterbestätte wurde 1981 in die Welterbeliste aufgenommen. Als bislang letzte Welterbestätte wurde 2023 das ESMA-Museum in Buenos Aires eingetragen.

## Welterbestätten
Die folgende Tabelle listet die UNESCO-Welterbestätten in Argentinien in chronologischer Reihenfolge nach dem Jahr ihrer Aufnahme in die Welterbeliste (K – Kulturerbe, N – Naturerbe, K/N – gemischt, (G) – auf der Liste des gefährdeten Welterbes).
| Bild                                   | Bezeichnung | Jahr | Typ | Ref. | Beschreibung |
| -------------------------------------- | --- | ---- | --- | ---- | --- |
| (weitere Bilder)                       | Nationalpark Los Glaciares (Lage) | 1981 | N   | 145  | Der Nationalpark besteht im Wesentlichen aus den drei großen Gletschern Perito-Moreno-Gletscher, Upsala-Gletscher und Viedma-Gletscher. Los Glaciares-Nationalpark umfasst ein Gebiet von außergewöhnlicher natürlicher Schönheit, mit robusten, hoch aufragende Berge und zahlreiche Gletscherseen. Außerdem umfasst er das patagonischen Eisfeld, welches etwa die Hälfte des Parks einnimmt. |
| (weitere Bilder)                       | Jesuitenmissionen der Guaraní: San Ignacio Mini, Santa Ana, Nuestra Señora de Loreto, Santa Maria Mayor, Ruinen von Sao Miguel das Missoes | 1984 | K   | 275  | Die Jesuitenreduktionen der Guaraní sind ein transnationales Welterbe Argentiniens und Brasiliens. Bei den Welterbestätten handelt es sich um von den Jesuiten geschaffene Siedlungen für das Volk der Guaraní: San Ignacio Mini, Nuestra Señora de Santa Ana, Nuestra Señora de Loreto und Santa Maria la Mayor in Argentinien sowie die Ruinen von São Miguel das Missões in Brasilien. Ziel dieser Siedlungen war vor allem die christliche Missionierung der Guarani. Die Ruinen von São Miguel das Missões, in Brasilien, wurden bereits 1983 zum Welterbe erklärt und diese Welterbestätte dann 1984 um die argentinischen Stätten ergänzt. |
| (weitere Bilder)                       | Nationalpark Iguazú (Lage) | 1984 | N   | 303  | Der Nationalpark umfasst die Iguazú-Wasserfälle mit etwa 80 m Höhe, welche als die spektakulärsten Wasserfälle der Welt gelten. |
| (weitere Bilder)                       | Cueva de las Manos (Höhlenmalereien), Rio Pinturas (Lage)                                                                                  | 1999 | K   | 936  | Die Cueva de las Manos (span. „Höhle der Hände“) ist eine Höhle, welche ihren Namen daher erhielt, da ein Großteil der Höhlenmalereien aus Handnegativen besteht. |
| (weitere Bilder)                       | Halbinsel Valdés (Lage) | 1999 | N   | 937  | Die Halbinsel Valdés in Patagonien ist ein Gebiet von herausragender globaler Bedeutung für die Erhaltung verschiedener Arten von Meeressäuger wie Südkapern, Schwertwalen oder südlichen See-Elefanten. |
| Naturparks Ischigualasto und Talampaya | Naturparks Ischigualasto und Talampaya (Lage)                                                                                              | 2000 | N   | 966  | Die beiden aneinandergrenzenden Parks Ischigualasto und Talampaya enthalten in ihren sechs geologischen Formationen eine breite Palette an Fossilien von Säugetieren, Dinosauriern und Pflanzen aus dem Trias. |
| (weitere Bilder)                       | Jesuitenblock und Estanzias von Córdoba (Lage)                                                                                             | 2000 | K   | 995  | Der Häuserblock und die fünf bäuerlichen Landwirtschaften und Fertigungseinrichtungen in der Provinz Córdoba sind ein Beispiel für die territoriale Organisation, die wirtschaftlichen Verbindungen zwischen städtischen und ländlichen Siedlungen, mit welcher die Jesuiten ihre Bildungs- und Missionierungsziele verfolgen. |
| (weitere Bilder)                       | Quebrada de Humahuaca (Lage) | 2003 | K   | 1116 | Die Quebrada de Humahuaca ist eine Schlucht nahe der Hauptstadt der argentinischen Provinz Jujuy. Sie ist ein repräsentatives Beispiel für die südlichen Andentälern, mit ihrem System der Verkehrswege sowie den wirtschaftlichen, sozialen und kulturellen Verbindungen. |
| Qhapaq Ñan – Anden-Straßensystem       | Qhapaq Ñan – Anden-Straßensystem (Lage) | 2014 | K   | 1459 | Die Anden-Hauptstraße Qhapaq Ñan war Teil des Inka-Straßensystems in Südamerika. Sie war die Hauptverbindung in Nord-Süd-Richtung und erstreckte sich über mehr als 6000 Kilometer (grenzübergreifend mit Kolumbien, Ecuador, Peru, Chile und Bolivien, umfasst in Argentinien 13 Einzelstätten). |
| (weitere Bilder)                       | Das architektonische Werk von Le Corbusier - ein herausragender Beitrag zur Moderne (Lage)                                                 | 2016 | K   | 1321 | 17 Bauten des Architekten Le Corbusier wurden in die Liste aufgenommen. Mit dem Casa Curutchet in La Plata liegt eines der Bauwerke in Argentinien, die übrigen in Frankreich, Belgien, Deutschland, Indien, Japan und der Schweiz. Die Gebäude zeigen die Lösungen, welche die Moderne im 20. Jahrhundert für die Herausforderungen des Erfindens neuer architektonischen Techniken bereithielt, um auf die Bedürfnisse der Gesellschaft einzugehen. |
| (weitere Bilder)                       | Nationalpark Los Alerces (Lage) | 2017 | N   | 1526 | Der Nationalpark umfasst eine Fläche von 2.630 km² und befindet sich im Nordwesten der Provinz Chubut im argentinischen Teil Patagoniens. Er wurde im Jahr 1937 gegründet, um die Wälder von Alerce-Bäumen zu schützen, die auch Lahuán von den Mapuche genannt werden. |
| (weitere Bilder)                       | ESMA-Museum und Ort der Erinnerung – ehemaliges geheimes Zentrum für Inhaftierung, Folter und Vernichtung (Lage)                           | 2023 | K   | 1681 | Ort der Schreckensherrschaft der Argentinischen Militärdiktatur. |

## Tentativliste
In der Tentativliste sind die Stätten eingetragen, die für eine Nominierung zur Aufnahme in die Welterbeliste vorgesehen sind.

### Aktuelle Welterbekandidaten
Derzeit (2024) sind acht Stätten in der Tentativliste von Argentinien eingetragen, die letzte Eintragung erfolgte im Dezember 2023.
Die folgende Tabelle listet die Stätten in chronologischer Reihenfolge nach dem Jahr ihrer Aufnahme in die Tentativliste.
| Bild                                                                                             | Bezeichnung                                                                                      | Jahr | Typ | Ref. | Beschreibung |
| ------------------------------------------------------------------------------------------------ | ------------------------------------------------------------------------------------------------ | ---- | --- | ---- | --- |
| Valles Calchaquíes                                                                               | Valles Calchaquíes                                                                               | 2001 | K   | 1582 | Kette zusammenhängender Täler am Ostabhang der Anden |
| Nationalpark Sierra de las Quijadas                                                              | Nationalpark Sierra de las Quijadas (Lage)                                                       | 2005 | N   | 2021 | bekannt für Fossilien und Dinosaurierspuren aus dem Aptium von vor ungefähr 120 Millionen Jahren und wegen seiner bizarren Felsformationen. |
| La Payunia, Campos Volcánicos Llancanelo y Payún Matrú                                           | La Payunia, Campos Volcánicos Llancanelo y Payún Matrú                                           | 2011 | N   | 5615 | |
| Geologisches, paläontologisches und archäologisches Provinzialreservat Pehuen-Có - Monte Hermoso | Geologisches, paläontologisches und archäologisches Provinzialreservat Pehuen-Có - Monte Hermoso | 2014 | K/N | 5851 | |
| Moisés Ville                                                                                     | Moisés Ville (Lage)                                                                              | 2015 | K   | 6066 | Jüdische Kolonie |
| Die Stadt Tigre und ihre Ruderclubs                                                              | Die Stadt Tigre und ihre Ruderclubs (Lage)                                                       | 2017 | K   | 6288 | Die Stadt Tigre, etwa 30 km nordwestlich von Buenos Aires gelegen, ist geprägt durch die sie umgebenden Flüsse und Ströme. Die Ende des 19. Anfangs des 20. Jahrhunderts durch Einwanderer gegründeten Ruderclubs sind ein Zeugnis des kosmopolitischen Geistes der das Argentinien jener Zeit formte. |
| Cueva de las Manos und zugehörige Stätten im Flussbecken des Río Pinturas                        | Cueva de las Manos und zugehörige Stätten im Flussbecken des Río Pinturas                        | 2018 | K   | 6297 | Der Vorschlag umfasst weitere bedeutende archäologische Stätten in Canyon und Einzugsgebiet des Río Pinturas, die die Funde in der bereits als Kulturerbe anerkannten Cueva de las Manos (Ref. 936) ergänzen.                                                                                          |
| Arbeiter-Versammlungssäle (Argentinien)                                                          | Arbeiter-Versammlungssäle (Argentinien) (Lage)                                                   | 2023 | K   | 6696 | Es handelt sich um einen transantional Vorschlag zusammen mit Australien und Dänemark. In Argentinien ist die Confederación General del Trabajo de la República Argentina in Buenos Aires Teil der Nominierung.                                                                                        |

### Ehemalige Welterbekandidaten
Diese Stätten standen früher auf der Tentativliste, wurden jedoch wieder zurückgezogen oder von der UNESCO abgelehnt. Stätten, die in anderen Einträgen auf der Tentativliste enthalten oder Bestandteile von Welterbestätten sind, werden hier nicht berücksichtigt.
| Bild                                                                                                  | Bezeichnung                                                                                           | Jahr      | Typ | Ref. | Beschreibung |
| --- | --- | --------- | --- | ---- | --- |
| Cerro Colorado                                                                                        | Cerro Colorado                                                                                        | 1987–1987 | K   |      | |
| Reserva faunística provincial Cabo Dos Bahías                                                         | Reserva faunística provincial Cabo Dos Bahías                                                         | 1995–2003 | N   |      | Reserva Natural Turistica de Objetivo Integral |
| La Plata, Urbane Gründungszone                                                                        | La Plata, Urbane Gründungszone (Lage)                                                                 | 1998–2012 | K   | 1085 | Von Argentinien zurückgezogen |
| Las Parinas                                                                                           | Las Parinas                                                                                           | 2001–2012 | K/N | 1584 | Von Argentinien zurückgezogen |
| Stadt Buenos Aires: Kulturlandschaft                                                                  | Stadt Buenos Aires: Kulturlandschaft (Lage)                                                           | 2005–2012 | K   | 2022 | Von der ICOMOS 2008 als nicht einzigartig genug angesehen. |
| Buenos Aires – La Plata: Zwei kulturelle Hauptorte der Moderne, des Eklektizismus und der Immigration | Buenos Aires – La Plata: Zwei kulturelle Hauptorte der Moderne, des Eklektizismus und der Immigration | 2018–2023 | K   | 6296 | Umfangreiche Architekturensembles der Moderne und des Eklektizismus, die während der Einwanderungswelle Ende des 19. Anfangs des 20. Jahrhunderts entstanden, prägen bis heute die Städte Buenos Aires und La Plata. |
| Die Sanmartinian Routen                                                                               | Die Sanmartinian Routen                                                                               | 2019–2023 | K/N | 6384 | 2023 wieder zurückgenommen. |